# Сторожевая (река)
Сторожева́я — река в России, протекает в Выборгском районе Ленинградской области. Устье реки находится на 123-м км правого берега реки Вуокса. Длина реки составляет 13 км, площадь водосборного бассейна 306 км².

## География
Сторожевая начинается около российско-финской границы слиянием двух истоков: правого Сареноя и левого Холманйоки. Протекает через нежилой посёлок Сторожевое и через озеро Суокуманъярви. Далее по левому берегу находится посёлок Правдино, ниже которого река протекает через озеро Дозорное. Сторожевая впадает в Вуоксу между Лесогорским и Каменногорском.

### Мост
Реку Сторожевая пересекает автодорога Выборг — Светогорск с круглосуточным интенсивным трафиком. С 2006 года через реку началось сооружение современного моста, который спрямил бы автодорогу. Строительство сопровождалось скандалами и многолетними задержками. Окончательно объект был сдан лишь 05.11.2015.

## Данные водного реестра
По данным государственного водного реестра России относится к Балтийскому бассейновому округу, водохозяйственный участок реки — Водные объекты бассейна оз. Ладожское без рр. Волхов, Свирь и Сясь, речной подбассейн реки — Нева и реки бассейна Ладожского озера (без подбассейна Свирь и Волхов, российская часть бассейнов). Относится к речному бассейну реки Нева (включая бассейны рек Онежского и Ладожского озера).
Код объекта в государственном водном реестре — 01040300212102000009485.